# Gergy
Gergy – miejscowość i gmina we Francji, w regionie Burgundia-Franche-Comté, w departamencie Saona i Loara.
Według danych na rok 1990 gminę zamieszkiwało 2017 osób, a gęstość zaludnienia wynosiła 52 osoby/km² (wśród 2044 gmin Burgundii Gergy plasuje się na 100. miejscu pod względem liczby ludności, natomiast pod względem powierzchni na miejscu 81.).